# تيموثي غراي
تيموثي غراي (بالإنجليزية: Timothy Gray)‏ هو مغني وكاتب أغاني أمريكي، ولد في 5 سبتمبر 1926، وتوفي في 17 مارس 2007.

## وصلات خارجية
- تيموثي غراي على موقع IMDb (الإنجليزية)
- تيموثي غراي على موقع ميوزك برينز (الإنجليزية)
- تيموثي غراي على موقع قاعدة بيانات برودواي على الإنترنت (الإنجليزية)
- تيموثي غراي على موقع ديسكوغز (الإنجليزية)
- تيموثي غراي على موقع قاعدة بيانات الفيلم (الإنجليزية)